# Pac-Man World Rally
Pac-Man World Rally is een racespel en spin-off van de Pac-Man-serie. Het werd ontwikkeld door Bandai Namco Games en werd in augustus 2006 uitgebracht voor de PlayStation 2, Nintendo GameCube, PlayStation Portable en Microsoft Windows. Versies voor de Xbox en Xbox 360 waren gepland maar werden afgelast.
Het spel bevat 15 banen en een battlemodus met vier gevechtsbanen, net als soortgelijke racespellen. Ook bevat het spel power-ups om vijanden mee aan te vallen. Er zijn 16 speelbare personages.
Pac-Man World Rally werd verschillend beoordeeld. IGN gaf een 5,7 aan de GameCube-versie en GameSpot noemde het een "Mario Kart rip-off".

## Gameplay
Pac-Man World Rally bevat gameplay die standaard is in kartspellen. Het bevat een multiplayermodus voor vier spelers waarin er met zowel Pac-Man- als allerlei verschillende Bandai Namco-personages gespeeld kan worden. Wanneer spelers de zogenaamde Pac-boxes die verspreid liggen op de banen aanraken, krijgen ze een voorwerp. Ook liggen er Pac-stippen op het wegdek. Hoe meer Pac-stippen er verzameld worden, des te voller de meter wordt. Wanneer het vol is, verandert de speler in Pac-Man en worden alle andere spelers blauwe geesten. Wanneer Pac-Man zo'n geest eet, staan ze een tijdje stil, waardoor ze erg ver achterlopen. De tijd dat de speler Pac-Man is, duurt acht seconden. Ook ligt er soms een fruitknop op de racebaan. Als er over die knop wordt gereden, wordt fruit over de weg verspreid. Wanneer er fruit wordt opgeraapt, kan de speler gebruikmaken van een speciale shortcut. De shortcut hangt af van het stuk fruit.